# جانگ هانگ جون
جانگ هانگ جون (کره‌ای: 장항준؛ زادهٔ ۱۷ سپتامبر ۱۹۶۹) کارگردان فیلم و تلویزیون و فیلم‌نامه‌نویس اهل کره جنوبی است.